# جون إل. سيمبسون
جون إل. سيمبسون (بالإنجليزية: Titan View)‏ هو منتج أفلام أسترالي، ولد في 2 سبتمبر 1963 في سيدني في أستراليا.

## وصلات خارجية
- جون إل. سيمبسون على موقع IMDb (الإنجليزية)